# Montagne de Bueren

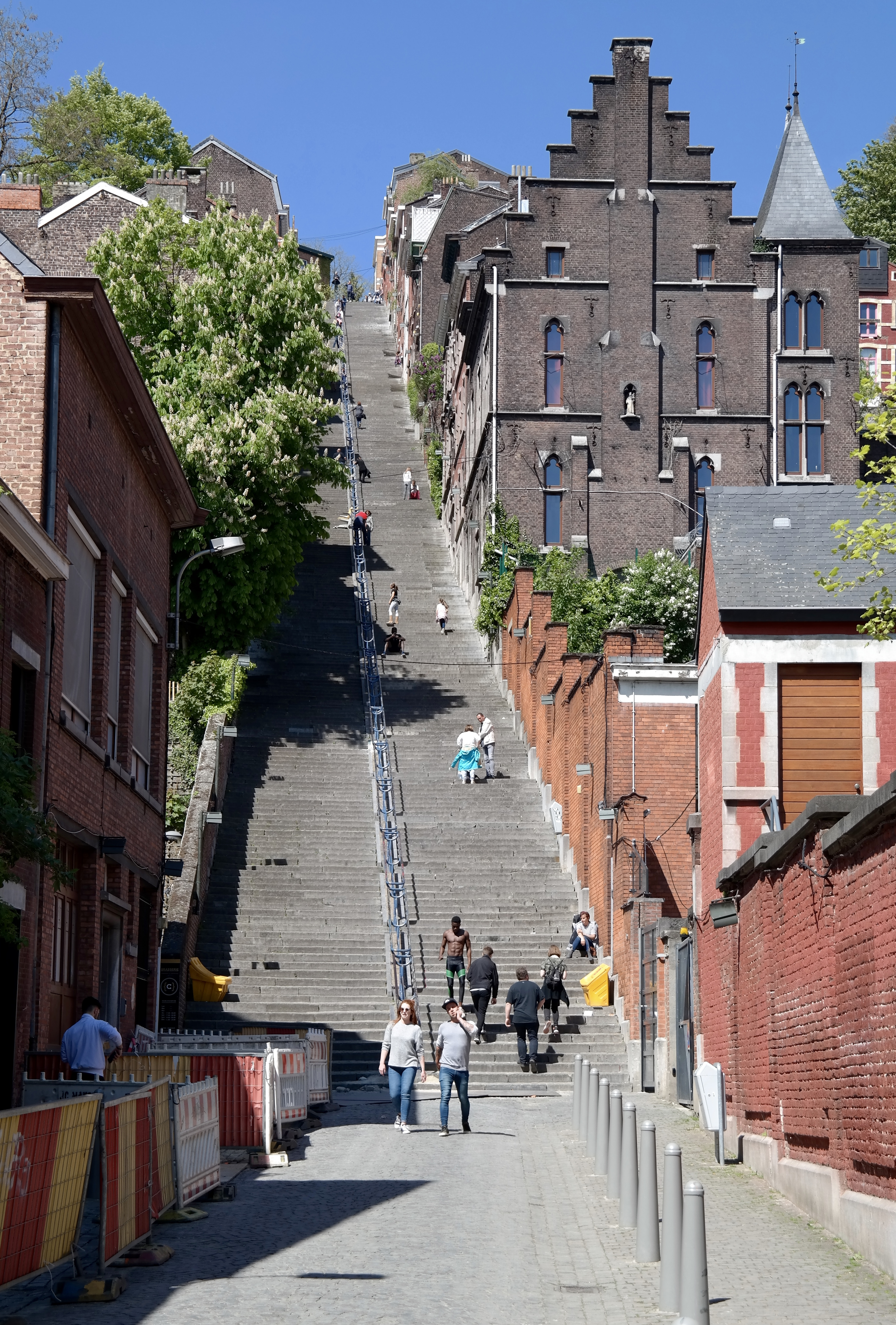
Montagne de Bueren in 2017

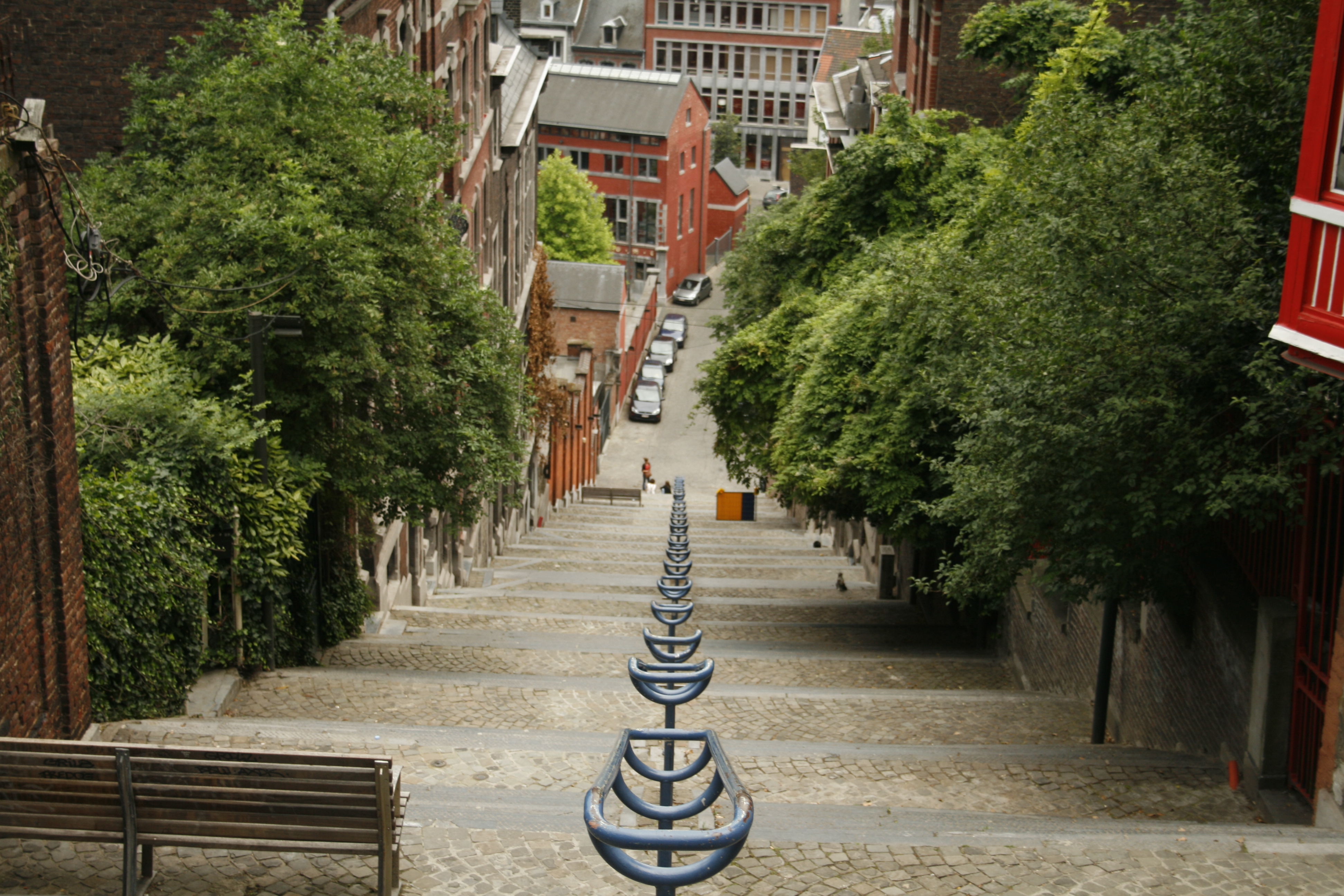
Montagne de Bueren, langs de trap omlaag kijkend

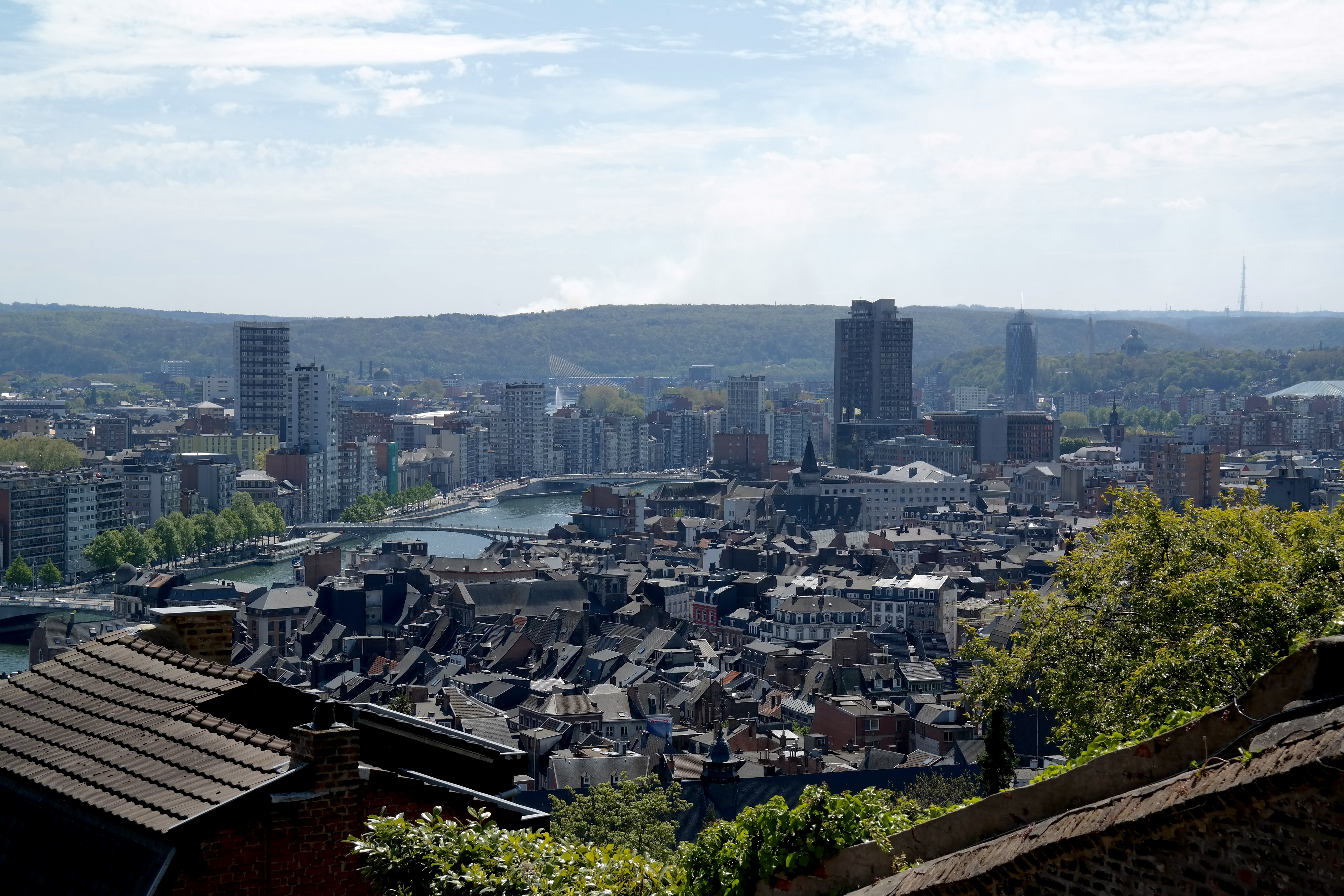
Zicht over het centrum van Luik

De Montagne de Bueren is een straat bestaande uit een trap van 374 treden in het centrum van de Belgische stad Luik. De straat verbindt de wijk Féronstrée et Hors-Château met Au Péri en de toegang tot de citadel van Luik.

## Geschiedenis
De trap werd tussen 1875 en 1880 aangelegd ter herinnering aan de 600 Franchimontezen die het leven lieten in de Slag om Luik in 1468. De naam verwijst naar Vincent van Buren, een van de aanvoerders van de strijd. De trap wordt dan ook de 600 escaliers genoemd. De legende wil dat de Franchimontezen op die plaats de berg zouden beklommen hebben, maar dit is historisch onjuist.
Langs de Montagne de Bueren bevinden zich twee monumenten: oude delen van een brandweerkazerne en een huis met 18e-eeuwse elementen.

## Kenmerken
De straat heeft een totale lengte van 260 meter waarvan het hoogst gelegen deel 194 meter met treden. Er zijn 374 treden en de gemiddelde hellingsgraad van het trapgedeelte is 28%. Onderaan begint de trap op ca. 62 meter boven zeeniveau. Boven aan de trap wordt een hoogte van 132 meter bereikt; met de trap wordt een hoogteverschil van 67 meter overbrugd. Het is de grootste trap in België.
De tunnels in het meest zuidelijke deel van spoorlijn 34 van Hasselt naar Luik lopen onder deze trappen door.
Ieder jaar op de eerste zaterdag van oktober worden de trappen bij gelegenheid van de plaatselijke wijkfeesten met 3000 kaarsen verlicht. De centrale trappen in het door Aldo Rossi ontworpen Bonnefantenmuseum in Maastricht zijn geïnspireerd op de Montagne de Bueren.

## Bijzonder
In 2013 zette de Amerikaanse nieuwswebsite en weblog The Huffington Post de Montagne de Bueren op nummer 1 van de meest extreme trappen ter wereld.
Louis-Philippe Loncke klom de trap 135 keer op en af met een rugzak van 15 kg in 65u30min om de Everest te simuleren en boven de 9000m te klimmen.